# Бајиле Борша (Марамуреш)
Бајиле Борша (рум. Băile Borșa) насеље је у Румунији у округу Марамуреш у општини Борша. Oпштина се налази на надморској висини од 744 m.

## Становништво
Према подацима из 2002. године у насељу је живело 5752 становника.

### Попис2002.
| Расподела становништва по националности 2002.‍ | Расподела становништва по националности 2002.‍ | Расподела становништва по националности 2002.‍ | Расподела становништва по националности 2002.‍ | Расподела становништва по националности 2002.‍ |
| --------------------------------------------- | --------------------------------------------- | --------------------------------------------- | --------------------------------------------- | --------------------------------------------- |
|                                               |                                               |                                               |                                               |                                               |
| Румуни                                        | Румуни                                        |                                               | 5.266                                         | 91,6%                                         |
| Мађари                                        | Мађари                                        |                                               | 449                                           | 7,8%                                          |
| Роми                                          | Роми                                          |                                               | 12                                            | 0,2%                                          |
| Украјинци                                     | Украјинци                                     |                                               | 5                                             | 0,1%                                          |
| Немци                                         | Немци                                         |                                               | 18                                            | 0,3%                                          |